# Marcelino Elena
Marcelino Elena Sierra (Gijón, 26 de setembro de 1971) é um ex-futebolista espanhol que atuava como zagueiro.
Iniciou a carreira em 1990, no Sporting B. Promovido ao elenco principal do Sporting de Gijón em 1994, disputou 14 partidas pelos Rojiblancos até 1996, quando foi contratado pelo Mallorca.
No clube baleárico, o zagueiro disputou 122 partidas e marcou 13 gols em 4 anos de clube. O ponto alto de sua passagem foi a conquista da Supercopa da Espanha de 1998, além de ter sido vice-campeão da Copa del Rey de 1997-98.
Entre 1999 e 2003, jogou pelo Newcastle United, seu único time fora da Espanha. Sem jogar desde fevereiro de 2001, quando atuou na partida entre os Magpies e o Charlton Athletic. Lesões inviabilizaram a passagem de Marcelino pela equipe inglesa: foram apenas 17 jogos e nenhum gol marcado com a camisa do Newcastle. Em acordo com a direção do clube, o contrato do zagueiro foi encerrado em janeiro de 2003.
De volta a seu país, assinou com o Poli Ejido, jogando 46 partidas antes de encerrar a carreira em 2004. Já aposentado, foi olheiro do Everton na Espanha e comentarista de televisão, além de ter sido empresário de jogadores.

## Seleção Espanhola
Marcelino atuou em 5 partidas pela Seleção Espanhola, estreando em novembro de 1998, contra a Itália. Seu último jogo pela Fúria foi em 1999, contra San Marino.